# Tatepeira tatarendensis
Tatepeira tatarendensis är en spindelart som först beskrevs av Albert Tullgren 1905.  Tatepeira tatarendensis ingår i släktet Tatepeira och familjen hjulspindlar. Inga underarter finns listade i Catalogue of Life.